# Monte Razor
Il monte Razor (in sloveno: Razor) con 2601 m s.l.m. è una montagna della Slovenia, nella regione dell'Alta Carniola e fa parte delle Alpi Giulie. Il monte si trova sopra la valle di Mlinarica. La vetta non è molto spaziosa, ma offre una grande vista, dalla quale si possono vedere le cime tutt'attorno, è la sesta montagna più alta della slovenia.
La montagna è situata nella catena montuosa delle Alpi Giulie delimitata dal passo Forame (Luknja) e dal passo della Moistrocca ad est e ovest della valle del Krnica e della val Trenta. È interamente situato nel parco nazionale del Tricorno e fa parte del comune di Kranjska Gora.

## Ascensioni
Il monte Razor fu scalato per la prima volta nel 1842 dal botanico Otto Sendtner. I percorsi più impegnativi si trovano presso i versanti nord ed ovest della montagna a 900 e 1200 metri di altezza. Il periodo consigliato per le scalate vanno da giugno ad ottobre. Julius Kugy lo ha soprannominato "Il re delle Alpi Giulie".